# Cupido pseudolus
Cupido pseudolus är en fjärilsart som beskrevs av Johann Andreas Benignus Bergsträsser 1779. Cupido pseudolus ingår i släktet Cupido och familjen juvelvingar. Inga underarter finns listade i Catalogue of Life.